# 32288 Terui
32288 Terui este un asteroid din centura principală de asteroizi.

## Descriere
32288 Terui este un asteroid din centura principală de asteroizi. A fost descoperit pe 23 august 2000 la Bisei Spaceguard Center în cadrul programului BATTeRS. Asteroidul prezintă o orbită caracterizată de o semiaxă mare de 2,80 ua, o excentricitate de 0,17 și o înclinație de 9,9° în raport cu ecliptica.